# グスタフ・フォン・カール
グスタフ・フォン・カール騎士（Gustav Ritter von Kahr, 1862年11月29日 - 1934年6月30日、グスタフ・カールとも表記）は、ドイツのバイエルン王国およびバイエルン州の政治家。

## 略歴

### バイエルン王国時代
ドイツ帝国バイエルン王国のヴァイセンブルク (Weißenburg) に、王国の行政裁判所長官である (Präsident des Bayerischen Verwaltungsgerichtshofs) グスタフ・フォン・カール (Gustav von Kahr) の息子として生まれた。母はその妻エミリエ (Emilie)。
ミュンヘンのマクシミリアン＝ギムナジウム (de) を卒業した後、ミュンヘンの大学で法学を学んだ。1888年から弁護士となった。1902年からバイエルン王国内務省に勤務。1907年からオーバーバイエルンの知事となる。民芸品の保護の功績で1911年に騎士 (Ritter) 位に叙された。

### バイエルン州首相

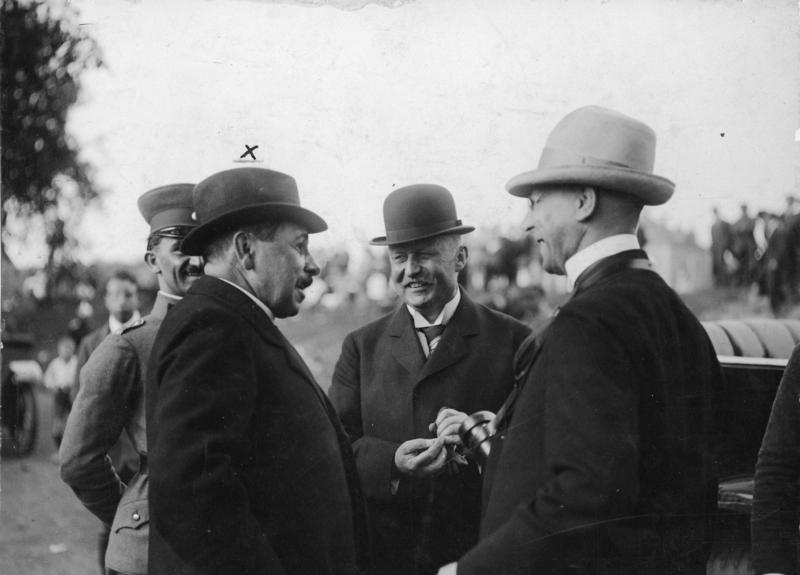
×印の入った人物がグスタフ・フォン・カール。中央はエーリヒ・ルーデンドルフ。1921年。

第一次世界大戦敗戦後のヴァイマル共和国が誕生するとカトリック保守政党のバイエルン人民党に所属した。カールはバイエルン人民党の中でも右派に属しており、自由主義者や社会主義者、共産主義者を嫌い、君主制復古主義者でもあり、バイエルンのヴィッテルスバッハ王家の復活も視野に入れていた。
1920年3月13日にベルリンでプロテスタントの君主主義者の義勇軍兵士たちによるカップ一揆があった後、バイエルンの右翼たちも触発されてドイツ社民党 (SPD) のヨハネス・ホフマン政権を打倒しようという動きが起こった。その動きの中心はカール、「郷土軍」 (de) 司令官ゲオルク・エシェリヒ (de)、ミュンヘン警視総監エルンスト・ペーナー (de)、フランツ・フォン・エップ、エルンスト・レーム、ヘルマン・クリーベルらであった。ナチ党のアドルフ・ヒトラーも加担している。ミュンヘンに駐留する第7軍司令官アルノルト・フォン・メール(de)も賛同していた。こうしてホフマン政権は無血クーデタで倒され、1920年3月16日にカールがバイエルン州首相に選出された。
バイエルン右翼の分離主義者に支えられてバイエルン州の独立を目指した。しかしベルリン中央政府がバイエルン分離主義者の過激活動を防止するために命令を出し、カールは1921年9月1日にバイエルン州首相の地位を追われた。

### バイエルン州総督
しかしバイエルン州独立の機運はおさまらず、特に1923年9月24日に中央政府のグスタフ・シュトレーゼマンがこれまで政府がとってきたフランスによるルール地方占領への「受動的抵抗」路線を放棄すると右翼に不満が高まり、左翼との全面衝突の恐れが高まった。そのため同年9月26日にバイエルン州首相オイゲン・リッター・フォン・クニリングはバイエルン州に戒厳令を布き、君主主義者やカトリック教会からも信任が厚いカールを「州総督 (Generalstaatskommissar)」に任じた。州総督であるカールにはバイエルンの立法権と行政権が付与され、バイエルンにおいて独裁権を握ることとなった。カールはミュンヘン駐在の第7軍司令官オットー・フォン・ロッソウ少将、州警察長官のハンス・フォン・ザイサー (Hans von Seißer) 大佐とともに三頭政治体勢をとった。
カールは「祖国を救済するためのバイエルンの使命」を主張した。それはヴァイマル共和政を打倒して保守政権を樹立させ、バイエルンに大幅な自治権と王政復古を認めることであると言明した。フランス軍のルール地方占領とシュトレーゼマンの「受動的抵抗」路線放棄を批判し、ベルリンとの対決姿勢を強めた。
カールは総督就任直後にナチ党の政治集会を14か所で禁止するなどの処分を下したため、ナチ党とカールの関係は初め悪かったが、中央政府との抗争から自然と両者は結び付き、10月半ば頃からは三頭政治は「闘争連盟」 (en)（突撃隊やオーバーラント団 (de) などバイエルン右翼準軍事組織の同盟組織。エーリヒ・ルーデンドルフ将軍が名誉総裁、ヒトラーが実質的指導者）と頻繁に連絡を取り合う様になった。またカールはロッソウを仲介役として軍中央の陸軍総司令官ハンス・フォン・ゼークトとも接触し、彼をバイエルン側に取り込もうと図った。
カールらの露骨な反ベルリン姿勢は中央政府に危機感を与え、バイエルン州政府とベルリン中央政府の関係は緊迫化した。10月20日には中央政府の国防相オットー・ゲスラーがロッソウ少将を第7軍司令官から解任すると発表した。これに対してカールは第7軍をバイエルン国軍に改組すると宣言しロッソウ少将をバイエルン国軍司令官に任命して対抗した。以降中央政府とバイエルンの対立が激しくなり、カールは「ヴァイマル憲法の精神はドイツ的ではない。この政体は粘土の巨人にすぎない。」「マルクス主義とユダヤ主義に反対する世界観闘争のドイツ的な者の代表者は私である」と演説した。そしてまもなくカールはバイエルン州の右翼達が主張するムッソリーニのローマ進軍を真似た「ベルリン進軍」を決意し、闘争連盟などに対してその準備を開始させたが、陸軍統帥局長ゼークトから早まらないよう説得があったこともあり、カールはベルリン進軍について日和見になっていった。カールの煮え切らない態度にイライラしたヒトラーはカールを除いてロッソウ少将とザイサー大佐と組んでベルリン進軍を起こそうとしたが、ロッソウもザイサーもカールを除く事には消極的だった。
11月初旬にはザイサー大佐をベルリンに派遣し、シュトレーゼマンの解任をフリードリヒ・エーベルト大統領に求めたが、あっさり撥ね退けられた。ザイサーは陸軍統帥局長ゼークトとも接触した。ゼークトは「シュトレーゼマンは追放すべき」「自分とカールが目指している物は同じである」「共産党を政権に参加させたテューリンゲン州政府は武力で打倒されることになるが、バイエルン州政府にはそういう処置は取られないだろう」とバイエルン保守・右翼たちに好意的な態度であった。ただ同時に非合法的手段はとらないようゼークトから求められた。ゼークトからのシュトレーゼマン解任の大統領への執り成しは大統領からは無視された。
11月4日にザイサーがミュンヘンに戻り、カールに報告を行った。11月5日夜にはゼークトからカールに自重を求める手紙が届いた。カールはますますベルリン進軍への動きを鈍くし、11月6日には闘争連盟に行動の延期を求めた。しかし同日に国軍がテューリンゲン州へ攻め込み、左翼討伐を開始したのを見たヒトラーは早くベルリン進軍をせねば左翼打倒の大義名分を失うと考え、カールに即時行動を求めた。しかしカールは曖昧に対応した。カールが日和見に走ったことを不満に思ったヒトラーはルーデンドルフを担いでミュンヘン一揆を決行することにした。

### ミュンヘン一揆
11月8日夜にヒトラー率いる闘争連盟はカール、ロッソウ、ザイサーの三巨頭が演説中のビアホール「ビュルガーブロイケラー」を占拠し、カールらの身柄を押さえた。ヒトラーは三人を奥の部屋へ連れて行き、そこで協力するよう説得にあたったが、三人とも首を縦に振らなかった。しかしその後エーリヒ・ルーデンドルフ将軍が到着し、ルーデンドルフから説得を受けるとまず軍人のロッソウ少将が協力することを表明し、ついで警察のザイサー大佐も協力を表明した。文官のカールは最後まで粘ったが、結局その場の空気にのまれて彼も支持を表明した。カールにはバイエルン摂政の地位が保証された。ヒトラー、ルーデンドルフ、三巨頭はビュルガーブロイケラーの聴衆たちの前に戻り、一人ずつ演説を開始した。カールは君主制、郷土バイエルン、祖国ドイツへの忠誠を曖昧に話し、「バイエルン王国の摂政として尽くす」と宣言した。
しかしその後ヒトラーがビュルガーブロイケラーを外した隙にまずロッソウ少将がルーデンドルフにビュルガーブロイケラーを出る許可を求め、許可を得た。ついでカールとザイサー大佐もルーデンドルフから外へ出る許可を得た。カールらは中央政府と連絡をとってただちに一揆を鎮圧する準備を開始した。ヒトラー達は11月9日朝にビアホールからバイエルン州戦争省まで行進を開始したが、警官隊の発砲を受けて一揆は失敗におわった。

### 一揆後
1924年2月18日にはカールもバイエルン州総督の職を辞した。2月24日から始まったヒトラーやルーデンドルフ将軍の裁判に証人として出席した。裁判においてカールは悪役にされ、逆にヒトラーは英雄視された。判決はヒトラーに反逆罪の最低刑である五年の禁固刑（執行6か月後に保護観察切り替え）を下しながらも「もしもカール、ロッソウ、ザイサーがヒトラーの一揆参加要請に明確にノーと答えるか、あるいは11月8日夜の状況を打開しようとするヒトラーの再三の試みに対して協力の手段が取られていたならば、悲劇は未然に回避されたであろう」とし、カールたちを批判している。
その後カールは1924年から1927年までバイエルン州行政裁判所の裁判長を務めた。
ナチ党政権誕生後の1934年6月30日の「長いナイフの夜」の際、カールはナチス親衛隊によりミュンヘンから誘拐された。その後、ダッハウ強制収容所近くでおそらくダッハウの警備員ヨハン・カンチュスターにより射殺され、遺体は斧でバラバラにされ沼に投げ捨てられた（殺害はダッハウ所長のテオドール・アイケの命令によるとされる）。ミュンヘン一揆での「裏切り」のためであった。ドイツ当局は当初カールの死を隠蔽したが、海外で報道されるとトーマス・マンらの反発を買った。

## 評価
ミュンヘン一揆の翻意のように慎重な性格であったため、ヘルマン・ゲーリングは「永遠に準備している男」と酷評している。